# Боровой, Яков Львович
Я́ков Льво́вич Борово́й (16 октября 1947, Москва, СССР — 17 августа 2010, Москва, Россия) — советский и российский журналист и писатель. Член Совета директоров ИТАР-ТАСС. Заслуженный работник культуры Российской Федерации (2003). Действительный член Международной академии информатизации.

## Биография
Окончил Институт восточных языков при МГУ имени М. В. Ломоносова, после чего стажировался в Афганистане. Свободно владел английским и французским языками, а также фарси.
Долгое время занимал руководящие должности в советских, позже российских изданиях — «Литературная газета», «Ровесник», «Новое время».
В 1996 году — заместитель председателя ВОПД поддержки Б. Н. Ельцина как кандидата в Президенты России. Принимал активное участие в предвыборной кампании Бориса Ельцина, за что позднее награждён благодарностями Президента и Председателя Правительства России В. С. Черномырдина.
С 1996 года руководитель пресс-службы партии «Наш дом — Россия», активно участвует в выборных кампаниях и продвижении партийных кандидатов в губернаторы.
С 1998 года занимает руководящие посты в службах по связи с общественностью крупных финансово-промышленных групп.
Работая в ИТАР-ТАСС, в 1998 году был одним из инициаторов и создателей Всемирной ассоциации русской прессы.
В начале 2000-х годов последовательно возглавлял пресс-центр, службу общественных связей и специальных программ «Информационного телеграфного агентства России» (ИТАР-ТАСС), с 2007 года — Дирекцию международных связей и специальных программам ИТАР-ТАСС. Был введён в Совет директоров (коллегию) Агентства.
Скоропостижно скончался 17 августа 2010 года в возрасте 62 лет. Похоронен на «номенклатурном» участке Донского кладбища.

## Семья
Жена Татьяна, сын Андрей.
Отец — писатель и переводчик Лев (Леонид) Яковлевич Боровой (1900—1970), брат израильского политика Давида Бар-рав-хая и советского историка Саула Борового.
Мать — Маргарита Бадирян (1915—1999).

## Награды и звания
- Орден Дружбы (20 сентября 2009 года) — за большой вклад в развитие отечественных средств массовой информации и многолетнюю плодотворную деятельность[2].
- Заслуженный работник культуры Российской Федерации (5 мая 2003 года) — за многолетнюю плодотворную работу в области культуры, печати и телерадиовещания[3].
- Благодарность Президента Российской Федерации (17 июля 1996 года) — за активное участие в подготовке и проведении выборов Президента Российской Федерации[4].
- Почётная грамота Правительства Российской Федерации (2 августа 2010 года) — за большой вклад в подготовку и проведение Года России в Индии и Года Индии в России[5].
- Благодарность Министра культуры Российской Федерации (19 января 2004 года) — за большой вклад в развитие российской культуры и в связи с 100-летием со дня основания информационного агентства ИТАР-ТАСС[6].
- Премия «Золотое перо России».

## Память
В 2011 году Всемирная ассоциация русской прессы учредила ежегодную премию имени Якова Борового «За личный вклад в развитие русской прессы».